# Monteverdi Sahara
Der Monteverdi Sahara war ein Geländewagen des Schweizer Automobilherstellers Monteverdi, der von 1978 bis 1980 in geringen Stückzahlen hergestellt wurde.

## Modellgeschichte
Das bislang auf die Produktion von Sportwagen ausgerichtete Unternehmen Monteverdi hatte im Sommer 1976 mit dem Monteverdi Safari einen luxuriösen Geländewagen vorgestellt, der auf der Mechanik des International Harvester Scout beruhte, äußerlich aber unter Mitwirkung der Carrozzeria Fissore aus Italien komplett neu eingekleidet worden war. Der Safari knüpfte an das Konzept des Range Rover an, war aber mit seiner italienischen Karosserie ungleich eleganter als das handfeste britische Vorbild. Der Wagen verkaufte sich gut, war aber vergleichsweise teuer.
Im dritten Jahr der Produktion des Safari versuchte Peter Monteverdi, der Inhaber des Unternehmens, seine Modellpalette nach unten zu erweitern, indem ein preiswerterer Geländewagen mit dem Namen Sahara in das Angebot aufgenommen wurde. Monteverdi griff hierfür eine Arbeit wieder auf, die er bereits 1974 erstmals erledigt hatte: In jenem Jahr hatte der österreichische International Harvester-Importeur einen Scout durch Veränderung einzelner Anbauteile von Monteverdi optisch verfremden lassen. Das gleiche Konzept verfolgte Monteverdi nun beim Sahara: Auch für dieses Projekt wurde der International Scout als Basisfahrzeug herangezogen. Um aber ein niedrigeres Preisniveau zu erreichen, wurde auf eine vollständige Neueinkleidung des Basisfahrzeugs verzichtet. Stattdessen nahm Monteverdi nur geringe Eingriffe in das äußere Erscheinungsbild vor, mit denen der Wagen ein europäisches Gesicht erhalten sollte. Tatsächlich beschränkten sich die Modifikationen auf die Installation einer neuen Frontverkleidung, die aus runden Doppelscheinwerfern und seitlichen Blinkereinheiten bestand und erkennbar Familienähnlichkeit zum Safari herstellen sollte. Zudem wurden schmale Kunststoffstoßstangen verbaut, die in ähnlicher Form bereits beim Safari verwendet wurden. Weitere Karosseriemodifikationen gab es nicht. Der Innenraum wurde ebenfalls aufgewertet und erreichte ein ähnliches Qualitätsniveau wie der des Safari.
Motorseitig verwendete Monteverdi in erster Linie einen 5,7 Liter großen Achtzylinder von International Harvester, der 165 PS (121 kW) entwickelte. Daneben gibt es Berichte über einzelne Fahrzeuge, die mit Dieselmotoren ausgestattet waren. Hier wird von einem 3,2 Liter großen Sechszylinder-Diesel berichtet, der von Nissan bezogen worden sein soll und 95 PS (70 kW) leistete. Zweifelsfrei belegt ist nur die Existenz eines einzelnen Sahara mit einem Sechszylinder-Dieselmotor. Die Höchstgeschwindigkeit des Diesel-Modells wird mit 145 km/h angegeben.
Die Ausstattung lag auf dem Niveau der Oberklasse: Automatikgetriebe und Servolenkung wurden serienmäßig geliefert; Lederausstattung, Kühlschrank und ein Fernsehgerät konnten ebenfalls bestellt werden.
Der Sahara war kein kommerzieller Erfolg. Die Verwandtschaft des Sahara zum International Harvester war zu offensichtlich, um den von Monteverdi geforderten Preis zu rechtfertigen. Nach übereinstimmenden Schätzungen mehrerer Quellen dürften kaum mehr als 30 Ausführungen des Sahara hergestellt worden sein. Ein einzelnes Exemplar basiert auf einem verlängerten Radstand.
Die Oldtimer Galerie Toffen bot am 19. Oktober 2019 auf einer ihrer Auktionen ein Cabriolet an und erwartete zwischen 30.000 und 35.000 Schweizer Franken. Erzielt wurden 31.360 Franken.